# Nobunaga the Fool
Nobunaga the Fool (ノブナガ・ザ・フール Nobunaga za furu?, lit. Nobunaga, el tonto) es una serie de anime y obra de teatro japonesa, las cuales forman parte de la franquicia The Fool creada por Shōji Kawamori. Una adaptación a manga comenzó a publicarse en línea a través de la editorial Kadokawa el 10 de diciembre de 2013. También, una daptación a serie de anime producida por Satelight comenzó a emitirse el 5 de enero de 2014 y finalizó el 22 de junio de ese año.

## Argumento
La serie toma lugar en dos planetas; el planeta Occidental y el planeta Oriental, los cuales en algún momento estuvieron unidos por una cadena llamada "corriente del dragón". Pero ahora, la cadena se ha roto y ambas partes se encuentran enfrascadas en una contienda. Nobunaga es el heredero del país de Owari en el planeta Oriental; sin embargo es considerado como un tonto despreocupado por sus súbditos y amigos, e incluso su padre lo considera una molestia. Una joven de Occidente llamada Jeanne Kaguya d'Arc, tuvo una visión sobre un "Rey salvador", por lo que ella es acompañada en su viaje a Oriente por Leonardo Da Vinci en busca de la persona de la visión. Jeanne y Leonardo se ven repentinamente en medio de una confrontación militar entre poderosos Mecha solo para terminar siendo rescatados por Nobunaga, quien toma control del mecha de Da Vinci con la intención de prevenir a su familia sobre las batallas que se acercan.

## Personajes

### Principales
Nobunaga Oda (オダ・ノブナガ Oda Nobunaga?)
Seiyū: Mamoru Miyano
Es el personaje principal de la historia; un miembro del clan Oda del Planeta Oriental. Por lo general, se le toma como un tonto por su comportamiento impetuoso e impulsivo, y tanto su padre como la corte afirman que su hermano, Nobukatsu, sería un mejor sucesor para su padre. Es el "rey salvador" profetizado por Jeanne, quien unirá los dos planetas.
Jeann Kaguya d'Arc (ジャンヌ・カグヤ・ダルク Jianne Kaguya Daruku?)
Seiyū: Yōko Hikasa
Mitsuhide Akechi (アケチ・ミツヒデ Akechi Mitsuhide?)
Seiyū: Takahiro Sakurai
Hideyoshi Toyotomi (トヨトミ・ヒデヨシ Toyotomi Hideyoshi?)
Seiyū: Yūki Kaji
Leonardo Da Vinci (レオナルド・ダ・ヴィンチ Reonarudo Da Vinchi?)
Seiyū: Tomokazu Sugita
Himiko (ヒミコ Himiko?)
Seiyū: Nao Tōyama